# Krize z roku 1857
Ekonomická krize z roku 1857 byla finanční krizí ve Spojených státech amerických způsobená klesající poptávkou po americkém zboží na evropských trzích a přílišnou expanzí domácí ekonomiky. Kvůli vzájemnému propojení světové ekonomiky v 50. letech 19. století se tato finanční krize stala první celosvětovou hospodářskou krizí. V Británii tehdejší Palmerstonova vláda obcházela požadavky Peelova zákona z roku 1844 (zákona o bankovní chartě), který vyžadoval potřebné zásoby zlata a stříbra, aby pokryl množství peněz v oběhu. Zprávy o tomto obcházení pravidel vypluly na povrch a odstartovaly krizi v Británii.

## Pozadí krize v USA
Finanční pokles, který začal v září 1857, netrval dlouho, nicméně úplné zotavení ekonomiky přišlo až s Americkou občanskou válkou roku 1861. Potopení nákladní lodi SS Central America k této krizi přispělo, protože newyorské banky čekaly na velkou a potřebnou zásilku zlata. Americké banky se zotavily až po občanské válce. Po krachu Ohijské depozitní banky se finanční krize vlivem řetězové reakce rychle rozšířila na další podniky po celých Spojených státech. Železniční průmysl zažíval mohutný finanční propad a stovky pracovníků byly propuštěny. Protože roky bezprostředně předcházející krizi z roku 1857 byly symbolem prosperity, mnoho bank, obchodníků a zemědělců využilo příležitosti vystavit své investice riziku. Jakmile však tržní ceny začaly klesat, rychle pociťovali dopady finanční krize na vlastní kůži. Na počátku 50. let 19. století Spojené státy velmi ekonomicky prosperovaly. Do značné míry tuto prosperitu stimulovalo velké množství zlata, které bylo objeveno a těženo v Kalifornii při takzvané Zlaté horečce, díky čemuž značně vzrostlo množství peněz v oběhu. V polovině 50. let 19. století začalo klesat množství těženého zlata, což znejistělo západní bankéře a investory. Banky na východě USA začaly být opatrné s půjčkami putujícími na západ a některé dokonce odmítly přijímat papírové bankovky vydávané západními bankami.

## Pokles akciového trhu
V červenci roku 1857 hodnoty akcií železnic dosáhly vrcholu. 11. srpna 1857 zkrachovala N. H. Wolfe and Company, nejstarší společnost v New Yorku zpracovávající mouku a obilí. Toto selhání otřáslo důvěrou investorů a započalo hromadný rozprodej akcií, který pokračoval až do konce srpna.

## Krach Ohijské depozitní banky (Ohio Life Insurance and Trust Company)
Ráno 24. srpna roku 1857 prezident Ohijské depozitní banky vyhlásil, že její newyorská pobočka pozastavila veškeré platby. Ohio Life byla velká banka sídlící v Ohiu s druhou hlavní centrálou v New Yorku. Tato společnost patřila mezi největší věřitele a byla propojena s dalšími ohijskými investičními bankami. Ohio Life zkrachovala z důvodu podvodných aktivit vysokého managementu banky. Její selhání rovněž vystrašilo ostatní banky, které se bály podobného osudu, nebo ještě hůř, že lidé začnou masově vybírat své úspory z bank. Podle dobového článku v New York Daily Times pobočky Ohijské depozitní banky v New Yorku a Cincinnati, které byly suspendovány, měly závazky v hodnotě sedm milionů dolarů. Banky napojené na Ohijskou depozitní banku byly naštěstí odškodněny a vyhnuly se masovému vybírání peněz vzájemnou spoluprací. Selhání Ohijské depozitní banky upozornilo na finanční stav železničního průmyslu a trhu s půdou. Díky tomu se tato finanční krize dostala do povědomí veřejnosti.

## Následky
Během jara 1858 museli obchodníci na západě Spojených států okleštit své investice. Důsledkem omezeného nákupu na západě začali pokles v prodejích a ziscích pociťovat obchodníci po celé zemi. Ekonomika USA byla vlivem železničního průmyslu provázaná. Vzhledem k tomu že mnoho bank financovalo nákupy půdy a železnic, začaly pociťovat tlak klesající hodnoty jejich akcií. The Illinois Central; Erie; Pittsburgh, Fort Wayne a Chicago; a Reading Railroad byly všechny nuceny zavřít kvůli finančnímu poklesu. Jiným společnostem nezbylo než vyhlásit bankrot. Ke klesající ceně akcií železnic se přidala neschopnost farmářů na západě splácet pronajatou půdu, což vytvořilo ještě větší tlak na banky.
Ceny obilí významně poklesly, díky čemuž farmáři zaznamenali ztráty vedoucí k tomu, že banky byly nuceny farmářům zkonfiskovat pronajatou půdu. Cena obilí totiž v roce 1855 vlivem Krymské války rapidně stoupla a farmáři začali s vidinou velkých zisků kupovat půdu za účelem zvýšení produkce. Nicméně o tři roky později klesla cena obilí pod polovinu ceny z roku 1855 vlivem přílivu levnějšího obilí z Ruska do Evropy. Jako důsledek poklesu cen dramaticky klesla poptávka po půdě a dočasně se zastavila expanze západním směrem. Farmáři i obchodníci začali strádat kvůli finančním riskům z časů, kdy byly ceny obilí vysoké.

## Náprava
Během roku 1859 se krize srovnala a ekonomika se začala stabilizovat. Prezident James Buchanan se po oznámení, že zárodkem pro tuto krizi byly papírové peníze, rozhodl zrušit používání všech bankovek s hodnotou menší než 20 dolarů. Prezident Buchanan rovněž nabádal Kongres, aby schválil právo okamžitého zrušení koncese bankám v případě, že by suspendovaly platby kovovými penězi. Mimo jiné Buchanan banky požádal, aby si nechaly 1 dolar v mincích za každé 3 dolary, které emitují ve formě bankovek. Prezident také odrazoval od používání státních a federálních dluhopisů jako zálohy za papírové peníze, aby se Spojené státy vyhnuly budoucí inflaci.

## Výsledky
Výsledkem krize z roku 1857 byl takový, že převážně agrární ekonomika jihu, stojící zejména na exportu bavlny, utrpěla jen malé škody v porovnání s ekonomikou severu, která dostala tvrdou ránu a jen pomalu se zotavovala. Nejvíce zasaženým regionem pak byla oblast Velkých jezer. Realita byla krutá. Řada lidí přišla o práci nebo úplně zbankrotovala. Chudoba a hlad byly na denním pořádku. Přesto, jak už to u podobných krizí bývá, se našli spekulanti, kteří nákupem akcií hluboko pod cenou zbohatli (Moses Taylor nebo Cornelius Vanderbilt). Těch však bylo pomálu. Po zhruba roce se převážná část ekonomiky severu zotavila, stejně jako celý jih.
Ke konci krize v roce 1859 eskalovalo napětí mezi Severem a Jihem kvůli otázce otroctví. Krize roku 1857 povzbudila ty jižany, kteří věřili v ekonomickou závislost severu na jihu. Díky tomu hlasy volající po oddělení na chvíli utichly. Jižané věřili, že krize učinila Sever přístupnější jižanským požadavkům, zejména v záležitostech otroctví. Realita však byla odlišná. Krize z roku 1857 naopak posloužila jako rozbuška občanské války vypuknuvší v roce 1861.